# Listă de filme britanice din 2018
Aceasta este o listă de filme britanice din 2018:

## Lista

### Ianuarie – martie
| Premiera        | Premiera | Titlu                                         | Distribuție și echipa de producție | Detalii | Gen(uri)                                  | Ref.   |                                                                 |
| --------------- | -------- | --------------------------------------------- | --- | --- | ----------------------------------------- | ------ | --------------------------------------------------------------- |
| J A N U A R Y   | 8        | The Commuter                                  | Regizor: Jaume Collet-Serra Distribuție: Liam Neeson, Vera Farmiga, Patrick Wilson, Jonathan Banks, Elizabeth McGovern, Sam Neill                                              | StudioCanal UK (Co-produced by France and the United States)                                                                   | Action-thriller                           | [ 1 ]  |                                                                 |
| J A N U A R Y   | 19       | American Animals                              | Regizor: Bart Layton Distribuție: Evan Peters, Barry Keoghan, Blake Jenner, Jared Abrahamson, Udo Kier, Ann Dowd                                                               | STXinternational (Co-produced by the United States)                                                                            | Crime drama                               | [ 2 ]  |                                                                 |
| J A N U A R Y   | 19       | Three Identical Strangers                     | Regizor: Tim Wardle Distribuție: Edward Galland, David Kellman, Robert Shafran                                                                                                 | Neon (Co-produced by the United States)                                                                                        | Documentary                               | [ 3 ]  |                                                                 |
| J A N U A R Y   | 20       | Colette                                       | Regizor: Wash Westmoreland Distribuție: Keira Knightley, Dominic West, Aiysha Hart, Fiona Shaw, Denise Gough, Robert Pugh, Rebecca Root, Eleanor Tomlinson                     | Bleecker Street Based on the life of Colette (Co-produced by Hungary and the United States)                                    | Drama                                     | [ 4 ]  |                                                                 |
| J A N U A R Y   | 20       | Early Man                                     | Regizor: Nick Park Distribuție: Eddie Redmayne, Tom Hiddleston, Maisie Williams, Timothy Spall                                                                                 | StudioCanal | Stop-motion animated comedy               | [ 5 ]  |                                                                 |
| J A N U A R Y   | 20       | An Evening with Beverly Luff Linn             | Regizor: Jim Hosking Distribuție: Aubrey Plaza, Emile Hirsch, Jemaine Clement, Matt Berry, Craig Robinson                                                                      | Universal Pictures (Co-produced by the United States)                                                                          | Crime-comedy                              | [ 6 ]  |                                                                 |
| J A N U A R Y   | 20       | Yardie                                        | Regizor: Idris Elba Distribuție: Aml Ameen, Stephen Graham, Akin Gazi, Mark Rhino Smith, Fraser James, Naomi Ackie                                                             | Based on Yardie by Victor Headley                                                                                              | Crime                                     | [ 7 ]  |                                                                 |
| J A N U A R Y   | 21       | The Happy Prince                              | Regizor: Rupert Everett Distribuție: Rupert Everett, Colin Firth, Colin Morgan, Emily Watson, Tom Wilkinson, Anna Chancellor                                                   | Lionsgate UK Based on the life of Oscar Wilde (Co-produced by Belgium, Germany and Italy)                                      | Biographical drama                        | [ 8 ]  |                                                                 |
| J A N U A R Y   | 21       | Matangi/Maya/M.I.A.                           | Regizor: Stephen Loveridge Distribuție: M.I.A. | Dogwoof Based on the life of M.I.A. (Co-produced by Sri Lanka and the United States)                                           | Biographical documentary                  | [ 9 ]  |                                                                 |
| J A N U A R Y   | 22       | The Miseducation of Cameron Post              | Regizor: Desiree Akhavan Distribuție: Chloë Grace Moretz, Sasha Lane, John Gallagher, Jr., Forrest Goodluck, Jennifer Ehle, Quinn Shephard                                     | Vertigo Releasing Based on The Miseducation of Cameron Post by Emily M. Danforth (Co-produced by the United States)            | Drama                                     | [ 10 ] |                                                                 |
| J A N U A R Y   | 22       | Ophelia                                       | Regizor: Claire McCarthy Distribuție: Daisy Ridley, Naomi Watts, Clive Owen, Tom Felton, George MacKay, Dominic Mafham                                                         | GEM Entertainment Based on Hamlet by William Shakespeare and Ophelia by Lisa Klein (Co-produced by the United States)          | Historical romantic drama                 | [ 11 ] |                                                                 |
| J A N U A R Y   | 23       | Lords of Chaos                                | Regizor: Jonas Åkerlund Distribuție: Rory Culkin, Emory Cohen, Anthony De La Torre, Sky Ferreira, Jack Kilmer                                                                  | Arrow Films Based on Lords of Chaos by Michael Moynihan and Didrik Søderlind (Co-produced by Norway, Sweden and United States) | Horror Thriller                           | [ 12 ] |                                                                 |
| F E B R U A R Y | 8        | Accident Man                                  | Regizor: Jesse V. Johnson Distribuție: Scott Adkins, Ashley Greene, Ray Stevenson, Michael Jai White                                                                           | Sony Pictures Home Entertainment Based on Accident Man by Pat Mills and Tony Skinner                                           | Action-thriller                           | [ 13 ] |                                                                 |
| F E B R U A R Y | 17       | Profile                                       | Regizor: Timur Bekmambetov Distribuție: Valene Kane, Shazad Latif, Christine Adams, Morgan Watkins                                                                             | (Co-produced by Cyprus, Russia and the United States)                                                                          | Thriller                                  | [ 14 ] |                                                                 |
| F E B R U A R Y | 18       | The Real Estate                               | Regizor: Axel Petersén and Måns Månsson Distribuție: Léonore Ekstrand, Christer Levin, Christian Saldert, Olof Rhodin                                                          | Njutafilms (Co-produced by Sweden)                                                                                             | Drama                                     | [ 15 ] |                                                                 |
| F E B R U A R Y | 19       | Entebbe (a.k.a. 7 Days in Entebbe)            | Regizor: José Padilha Distribuție: Rosamund Pike, Daniel Brühl, Eddie Marsan, Ben Schnetzer, Lior Ashkenazi, Denis Ménochet                                                    | Entertainment One Based on the Operation Entebbe (Co-produced by the United States)                                            | Crime thriller                            | [ 16 ] |                                                                 |
| F E B R U A R Y | 23       | Annihilation                                  | Regizor: Alex Garland Distribuție: Natalie Portman, Jennifer Jason Leigh, Gina Rodriguez, Tessa Thompson, Tuva Novotny, Oscar Isaac, Benedict Wong, Sonoya Mizuno, David Gyasi | Netflix Based on Annihilation by Jeff VanderMeer (Co-produced by the United States)                                            | Science-fiction horror                    | [ 17 ] |                                                                 |
| F E B R U A R Y | 23       | Mute                                          | Regizor: Duncan Jones Distribuție: Alexander Skarsgård, Paul Rudd, Justin Theroux, Seyneb Saleh                                                                                | Netflix (Co-produced by Germany)                                                                                               | Neo-noir Science-fiction                  | [ 18 ] |                                                                 |
| F E B R U A R Y | 24       | The Party's Just Beginning                    | Regizor: Karen Gillan Distribuție: Karen Gillan, Lee Pace, Matthew Beard, Paul Higgins                                                                                         | Mt. Hollywood Films (Co-produced by the United States)                                                                         | Comedy drama                              | [ 19 ] |                                                                 |
| F E B R U A R Y | 26       | Mary Magdalene                                | Regizor: Garth Davis Distribuție: Rooney Mara, Joaquin Phoenix, Chiwetel Ejiofor, Tahar Rahim                                                                                  | Focus Features Based on the life of Mary Magdalene (Co-produced by Australia and the United States)                            | Biblical drama                            | [ 20 ] |                                                                 |
| M A R C H       | 1        | A Wizard's Tale (a.k.a. Here Comes the Grump) | Regizor: Andrés Couturier Distribuție: Toby Kebbell, Lily Collins, Ian McShane                                                                                                 | GFM Films Based on animated series Here Comes the Grump (Co-produced by Mexico and the United States)                          | Animated film                             | [ 21 ] |                                                                 |
| M A R C H       | 2        | Tomb Raider                                   | Regizor: Roar Uthaug Distribuție: Alicia Vikander, Dominic West, Walton Goggins, Daniel Wu, Kristin Scott Thomas, Derek Jacobi                                                 | Warner Bros. Based on Tomb Raider by Crystal Dynamics (Co-produced by the United States)                                       | Action Adventure                          | [ 22 ] |                                                                 |
| M A R C H       | 9        | Scott and Sid                                 | Regizor: Scott Elliott, Sid Sadowskyj Distribuție: Tom Blyth, Richard Mason, Charlotte Milchard                                                                                | Dreamchasers Film Ltd | Coming-of-age                             | [ 23 ] |                                                                 |
| M A R C H       | 9        | Walk like a Panther                           | Regizor: Dan Cadan Distribuție: Stephen Graham, Jason Flemyng, Julian Sands | 20th Century Fox | Comedy                                    | [ 24 ] |                                                                 |
| M A R C H       | 15       | Sherlock Gnomes                               | Regizor: John Stevenson Distribuție: James McAvoy, Emily Blunt, Chiwetel Ejiofor, Mary J. Blige, Johnny Depp                                                                   | Paramount Pictures Sequel to Gnomeo & Juliet (Co-produced by the United States)                                                | Computer-animated romantic comedy Mystery | [ 24 ] |                                                                 |
| M A R C H       | 17       | Postcards from London                         | Regizor: Steve McLean Distribuție: Harris Dickinson, Ben Cura, Jonah Hauser-King, Leonardo Salerni, Raphael Desprez, Leemore Marrett Jr.                                       | Peccadillo Pictures | Drama                                     | [ 25 ] | ["Gatwick Gangsters"] Regizor: sid clack redgate properties ltd |

### Aprilie – iunie
| Premiera  | Premiera | Titlu                                             | Distribuție și echipa de producție | Detalii | Gen(uri)                 | Ref.   |
| --------- | -------- | ------------------------------------------------- | --- | --- | ------------------------ | ------ |
| A P R I L | 9        | The Guernsey Literary and Potato Peel Pie Society | Regizor: Mike Newell Distribuție: Lily James, Michiel Huisman, Glen Powell, Jessica Brown Findlay, Katherine Parkinson, Matthew Goode, Tom Courtenay, Penelope Wilton                                                                                         | StudioCanal Based on The Guernsey Literary and Potato Peel Pie Society by Mary Ann Shaffer and Annie Barrows (Co-produced by France) | Historical drama         | [ 26 ] |
| A P R I L | 28       | London Unplugged                                  | Directors: Layke Anderson, Natalia Casali, Nick Cohen, Mitchell Crawford, Andreas Heger-Bratterud, Ben Jacobson, Rosanna Lowe, Gaelle Mourre, Kaki Wong Distribuție: Juliet Stevenson, Poppy Miller, Imogen Stubbs, Ivanno Jeremiah, Ricky Nixon, Bruce Payne | | Anthology Drama          | [ 27 ] |
| M A Y     | 4        | Anon                                              | Regizor: Andrew Niccol Distribuție: Clive Owen, Amanda Seyfried, Colm Feore, Mark O'Brien, Sonya Walger, Joe Pingue, Iddo Goldberg | Altitude Film Distribution | Sci-fi Thriller          | [ 28 ] |
| M A Y     | 4        | The Con Is On                                     | Regizor: James Oakley Distribuție: Uma Thurman, Tim Roth, Maggie Q, Alice Eve, Sofía Vergara, Parker Posey, Stephen Fry, Crispin Glover | Lionsgate (Co-produced by Canada and the United States)                                                                              | Heist comedy             | [ 29 ] |
| M A Y     | 10       | Cold War                                          | Regizor: Paweł Pawlikowski Distribuție: Tomasz Kot, Joanna Kulig, Agata Kulesza, Jeanne Balibar, Cédric Kahn, Adam Woronowicz | Curzon Artificial Eye (Co-produced by France and Poland)                                                                             | Drama                    | [ 30 ] |
| M A Y     | 11       | The Last Witness                                  | Directors: Piotr Szkopiak Distribuție: Alex Pettyfer, Robert Więckiewicz, Talulah Riley, Michael Gambon, Will Thorp, Henry Lloyd-Hughes, Gwilym Lee | Momentum Pictures (Co-produced by Poland)                                                                                            | Trhriller                | [ 31 ] |
| M A Y     | 11       | Terminal                                          | Directors: Vaughn Stein Distribuție: Margot Robbie, Simon Pegg, Dexter Fletcher, Mike Myers, Max Irons | Arrow Films (Co-produced by Hong Kong, Hungary, Ireland, and the United States)                                                      | Drama thriller           | [ 32 ] |
| M A Y     | 16       | Whitney                                           | Directors: Kevin Macdonald | Altitude Film Distribution Based on the life of Whitney Houston (Co-produced by the United States)                                   | Documentary film         | [ 33 ] |
| M A Y     | 19       | The Man Who Killed Don Quixote                    | Directors: Terry Gilliam Distribuție: Adam Driver, Jonathan Pryce, Stellan Skarsgård, Olga Kurylenko, Joana Ribeiro | Amazon Studios Loosely based on Don Quixote by Miguel de Cervantes (Co-produced by Belgium, France, Portugal, and Spain)             | Comedy Fantasy-adventure | [ 34 ] |
| M A Y     | 23       | In Darkness                                       | Directors: Anthony Byrne Distribuție: Natalie Dormer, Emily Ratajkowski, Ed Skrein, Joely Richardson, Neil Maskell, James Cosmo | Shear Entertainment (Co-produced by the United States)                                                                               | Thriller                 | [ 35 ] |
| J U N E   | 8        | Swimming with Men                                 | Regizor: Oliver Parker Distribuție: Rob Brydon, Jane Horrocks, Rupert Graves, Daniel Mays, Adeel Akhtar, Thomas Turgoose, Jim Carter, Charlotte Riley | GEM Entertainment | Comedy                   | [ 36 ] |
| J U N E   | 8        | Hotel Artemis                                     | Regizor: Drew Pearce Distribuție: Jodie Foster, Sterling K. Brown, Sofia Boutella, Jeff Goldblum, Brian Tyree Henry, Zachary, Dave Bautista, Charlie Day, Jenny Slate                                                                                         | Lionsgate Films (Co-produced by the United States)                                                                                   | Action-thriller          | [ 37 ] |
| J U N E   | 21       | Eaten by Lions                                    | Regizor: Jason Wingard Distribuție: Antonio Aakeel, Jack Carroll, Asim Chaudhry, Johnny Vegas, Vicki Pepperdine, Kevin Eldon | Wingarm Based on Going to Mecca by Jason Wingard                                                                                     | Comedy                   | [ 38 ] |
| J U N E   | 22       | Calibre                                           | Regizor: Matt Palmer Distribuție: Jack Lowden, Martin McCann, Tony Curran | Netflix | Thriller                 | [ 39 ] |
| J U N E   | 23       | Postcards from the 48%                            | Regizor: David Wilkinson | Guerrilla Films | Documentary              | [ 40 ] |
| J U N E   | 26       | Patrick                                           | Regizor: Mandie Fletcher Distribuție: Beattie Edmondson, Ed Skrein, Tom Bennett, Emily Atack, Jennifer Saunders | Buena Vista International | Comedy-family            | [ 41 ] |
| J U N E   | 26       | Alright Now (a.k.a Songbird)                      | Regizor: Jamie Adams Distribuție: Cobie Smulders, Richard Elis, Jessica Hynes | | Comedy                   | [ 42 ] |

### Iulie– septembrie
| Premiera          | Premiera | Titlu                           | Distribuție și echipa de producție | Detalii                                                                                                   | Gen(uri)                        | Ref.   |
| ----------------- | -------- | ------------------------------- | --- | --- | ------------------------------- | ------ |
| J U L Y           | 18       | Mamma Mia! Here We Go Again     | Regizor: Ol Parker Distribuție:Christine Baranski, Pierce Brosnan, Dominic Cooper, Colin Firth, Andy García, Lily James, Amanda Seyfried, Stellan Skarsgård, Julie Walters, Cher, Meryl Streep                | Universal Pictures Sequel to Mamma Mia! (Co-produced by the United States)                                | Musical Romantic comedy         | [ 43 ] |
| A U G U S T       | 5        | Ray & Liz                       | Regizor: Richard Billingham Distribuție: Michelle Bonnard, Deirdre Kelly, Ella Smith, Tony Way | New Wave Films                                                                                            | Drama                           | [ 44 ] |
| A U G U S T       | 14       | The Festival                    | Regizor: Iain Morris Distribuție: Joe Thomas, Hammed Animashaun, Claudia O'Doherty, Emma Rigby, Jemaine Clement                                                                                               | Vertical Entertainment (Co-produced by the United States)                                                 | Comedy                          | [ 45 ] |
| A U G U S T       | 14       | Patient Zero                    | Regizor: Stefan Ruzowitzky Distribuție: Matt Smith, Natalie Dormer, Clive Standon, Agyness Deyn, Stanley Tucci                                                                                                | Vertical Entertainment (Co-produced by the United States)                                                 | Action-horror                   | [ 46 ] |
| A U G U S T       | 23       | Blue Iguana                     | Directors: Hadi Hajaig Distribuție: Sam Rockwell, Ben Schwartz, Phoebe Fox, Amanda Donohoe, Simon Callow, Peter Ferdinando                                                                                    | Signature Entertainment                                                                                   | Comedy-thriller                 | [ 47 ] |
| A U G U S T       | 30       | The Aspern Papers               | Regizor: Julien Landais Distribuție: Jonathan Rhys-Meyers, Joely Richardson, Vanessa Redgrave | Based on The Aspern Papers by Henry James (Co-produced by Germany)                                        | Period drama                    | [ 48 ] |
| A U G U S T       | 30       | The Favourite                   | Regizor: Yorgos Lanthimos Distribuție: Olivia Coleman, Rachel Weisz, Emma Stone, Nicholas Hoult | Universal Pictures Based on the life of Queen Anne (Co-produced by Ireland and the United States)         | Historical Comedy               | [ 49 ] |
| A U G U S T       | 30       | The Little Stranger             | Directors: Lenny Abrahamson Distribuție: Domhnall Gleeson, Ruth Wilson, Will Poulter, Charlotte Rampling, Alison Pargeter                                                                                     | Pathé Based on The Little Stranger by Sarah Waters (Co-produced by France)                                | Supernatural horror-thriller    | [ 50 ] |
| A U G U S T       | 31       | The White Crow                  | Regizor: Ralph Fiennes Distribuție: Oleg Ivanko, Adèle Exarchopoulos, Chulpan Khamatova, Ralph Fiennes, Alexey Morozov, Raphaël Personnaz, Olivier Rabourdin, Ravshana Kurkova, Louis Hofmann, Sergei Polunin | Sony Pictures Classics Based on the life of Rudolf Nureyev                                                | Historical drama                | [ 51 ] |
| S E P T E M B E R | 1        | Peterloo                        | Regizor: Mike Leigh Distribuție: David Bamber, Alastair Mackenzie, James Dangerfield, Eileen Davies, Liam Gerrard, Bronwyn James, Rory Kinnear, Nico Mirallegro, Maxine Peake                                 | Based on the Peterloo Massacre                                                                            | Historical drama                | [ 52 ] |
| S E P T E M B E R | 5        | At Eternity's Gate              | Regizor: Julian Schnabel Distribuție: Willem Dafoe, Rupert Friend, Oscar Isaac, Mads Mikkelsen, Mathieu Amalric, Emmanuelle Seigneur, Niels Arestrup                                                          | Based on the life of Vincent Van Gogh (Co-produced by France and United States)                           | Drama                           |        |
| S E P T E M B E R | 6        | Outlaw King                     | Directors: David Mackenzie Distribuție: Chris Pine, Aaron Taylor-Johnson, Florence Pugh, Billy Howle, Tony Curran, Stephen Dillane                                                                            | Netflix Based on the life of Robert the Bruce (Co-produced by the United States)                          | Historical Action drama         | [ 53 ] |
| S E P T E M B E R | 7        | Final Score                     | Regizor: Scott Mann Distribuție: Dave Bautista, Pierce Brosnan, Ray Stevenson, Julian Cheung | Signature Entertainment                                                                                   | Action                          | [ 54 ] |
| S E P T E M B E R | 7        | Red Joan                        | Regizor: Trevor Nunn Distribuție: Judi Dench, Sophie Cookson, Tom Hughes, Tereza Srbova | Lionsgate Based loosely on the life of Melita Norwood                                                     | Drama                           | [ 55 ] |
| S E P T E M B E R | 7        | Redcon-1                        | Regizor: Chee Keong Cheung Distribuție: Katarina Waters, Mark Strange, Carlos Gallardo, Akira Koieyama, Oris Erhuero                                                                                          | Eagle Films                                                                                               | Horror-Action                   | [ 56 ] |
| S E P T E M B E R | 7        | Teen Spirit                     | Regizor: Max Minghella Distribuție: Elle Fanning, Rebecca Hall, Zlatko Buric | Lionsgate (Co-produced by the United States)                                                              | Musical-drama                   | [ 57 ] |
| S E P T E M B E R | 8        | Driven                          | Regizor: Nick Hamm Distribuție: Lee Pace, Judy Greer, Erin Moriarty, Jason Sudeikis, Corey Stoll, Iddo Goldberg, Justin Bartha, Michael Cudlitz, Tara Summers                                                 | Embankment Films                                                                                          | Thriller                        | [ 58 ] |
| S E P T E M B E R | 8        | Farming                         | Regizor: Adewale Akinnuoye-Agbaje Distribuție: Damson Idris, Kate Beckinsale, John Dagleish, Gugu Mbatha-Raw, Jamie Winstone, Genevieve Nnaji                                                                 | GEM Entertainment                                                                                         | Drama                           | [ 59 ] |
| S E P T E M B E R | 8        | The Wedding Guest               | Directors: Michael Winterbottom Distribuție: Dev Patel, Radhika Apte, Jim Sarbh | Sony Pictures                                                                                             | Thriller                        | [ 60 ] |
| S E P T E M B E R | 8        | Widows                          | Directors: Steve McQueen Distribuție: Viola Davis, Cynthia Erivo, André Holland, Elizabeth Debicki, Michelle Rodriguez, Daniel Kaluuya, Liam Neeson, Colin Farrell, Robert Duvall, Carrie Coon                | 20th Century Fox Based on Widows by Lynda La Plante (Co-produced by the United States)                    | Hesit-thriller                  | [ 61 ] |
| S E P T E M B E R | 9        | High Life                       | Regizor: Claire Denis Distribuție: Robert Pattinson, Mia Goth, Juliette Binoche | Thunderbird Releasing (Co-produced by France and Germany)                                                 | Science fiction Adventure-drama | [ 62 ] |
| S E P T E M B E R | 9        | Tell It to the Bees             | Regizor: Annabel Jankel Distribuție: Anna Paquin, Holliday Grainger, Emun Elliott, Kate Dickie | Based on Tell It to the Bees by Fiona Shaw                                                                | Drama                           |        |
| S E P T E M B E R | 9        | Where Hands Touch               | Regizor: Amma Asante Distribuție: Amandla Stenberg, George MacKay, Abbie Cornish, Christopher Eccleston | Vertical Entertainment                                                                                    | Romantic-drama War              | [ 63 ] |
| S E P T E M B E R | 10       | Jeremiah Terminator LeRoy       | Regizor: Justin Kelly Distribuție: Laura Dern, Kristen Stewart, Diane Kruger, Jim Sturgess, Kelvin Harrison Jr., Courtney Love                                                                                | Based on Girl Boy Girl: How I Became JT Leroy by Savannah Knoop (Co-produced by Canada and United States) | Biographical                    | [ 64 ] |
| S E P T E M B E R | 11       | Vita and Virginia               | Directors: Chanya Button Distribuție: Gemma Arterton, Elizabeth Debicki, Isabella Rossellini, Rupert Penry-Jones, Peter Ferdinando                                                                            | Thunderbird Releasing Based on the life of Virginia Woolf (Co-produced by Ireland)                        | Biographical romance Drama      | [ 65 ] |
| S E P T E M B E R | 13       | In Fabric                       | Regizor: Peter Strickland Distribuție: Gwendoline Christie, Sidse Babett Knudsen, Caroline Catz, Marianne Jean-Baptiste, Leo Bill, Hayley Squires, Richard Bremmer, Steve Oram, Julian Barratt                | Curzon Artificial Eye                                                                                     | Horror comedy                   | [ 66 ] |
| S E P T E M B E R | 14       | Johnny English Strikes Again    | Regizor: David Kerr Distribuție: Rowan Atkinson, Olga Kurylenko, Ben Miller, Jake Lacy, Miranda Hennessy | Universal Pictures Sequel to Johnny English Reborn (Co-produced by France and the United States)          | Spy Action-comedy               | [ 67 ] |
| S E P T E M B E R | 14       | King of Thieves                 | Regizor: James Marsh Distribuție: Michael Caine, Charlie Cox, Michael Gambon, Tom Courtenay, Jim Broadbent, Kellie Shirley, Terri Robinson, Ray Winstone                                                      | Based on the Hatton Garden safe deposit burglary                                                          | Crime-drama                     | [ 68 ] |
| S E P T E M B E R | 20       | London Fields                   | Regizor: Mathew Cullen Distribuție: Billy Bob Thornton, Amber Heard, Jim Sturgess, Theo James, Jason Isaacs, Cara Delevingne                                                                                  | Batrax Entertainment Based on London Fields by Martin Amis (Co-produced by the United States)             | Thriller                        | [ 69 ] |
| S E P T E M B E R | 21       | Apostle                         | Regizor: Gareth Evans Distribuție: Dan Stevens, Lucy Boynton, Mark Lewis Jones, Bill Milner, Kristine Froseth, Paaul Higgins, Michael Sheen                                                                   | Netflix (Co-produced by the United States)                                                                | Period-horror                   | [ 70 ] |
| S E P T E M B E R | 22       | Bros: After The Screaming Stops | Regizor: Joe Pearlman, David Soutar Distribuție: Matt Goss, Luke Goss | Lorton Entertainment                                                                                      | Documentary                     | [ 71 ] |

### Octombrie – decembrie
| Premiera        | Premiera | Titlu                                       | Distribuție și echipa de producție | Detalii | Gen(uri)                      | Ref.   |
| --------------- | -------- | ------------------------------------------- | --- | --- | ----------------------------- | ------ |
| O C T O B E R   | 5        | Malevolent                                  | Regizor: Olaf de Fleur Johannesson Distribuție: Florence Pugh, Celia Imrie, Ben Lloyd-Hughes                                                                                   | Netflix | Horror                        | [ 72 ] |
| O C T O B E R   | 11       | Happy New Year, Colin Burstead              | Regizor: Ben Wheatley Distribuție: Neil Maskell, Joe Cole, Charles Dance, Sam Riley, Hayley Squires, Doon Mackichan, Sinead Matthews, Asim Chaudhry                            | | Comedy-drama                  | [ 73 ] |
| O C T O B E R   | 11       | Keepers (a.k.a The Vanishing)               | Regizor: Kristoffer Nyholm Distribuție: Gerard Butler, Peter Mullan, Olafur Darri Olafsson, Connor Swindells                                                                   | Lionsgate | Psychological thriller Horror | [ 74 ] |
| O C T O B E R   | 12       | Been So Long                                | Regizor: Tinge Krishnan Distribuție: Michaela Coel, Arinzé Kene, George MacKay, Joe Dempsie, Luke Norris, Arsher Ali, Rakie Ayola, Ashley Thomas                               | Netflix Based on Been So Long by Arthur Darvill and Ché Walker                                                                                     | Musical romance               | [ 75 ] |
| O C T O B E R   | 16       | They Shall Not Grow Old                     | Regizor: Peter Jackson | Trafalgar Releasing Based on the events of World War I                                                                                             | Documentary                   | [ 76 ] |
| O C T O B E R   | 21       | Stan & Ollie                                | Regizor: Jon S. Baird Distribuție: Steve Coogan, John C. Reilly, Shirley Henderson, Nina Arianda, Danny Huston                                                                 | EOne Entertainment Based on the lives of Laurel and Hardy (Co-produced by Canada and the United States)                                            | Biopic Comedy-drama           | [ 77 ] |
| O C T O B E R   | 24       | Bohemian Rhapsody                           | Directors: Bryan Singer, Dexter Fletcher Distribuție: Rami Malek, Lucy Boynton, Ben Hardy, Gwilym Lee, Joseph Mazzello, Aidan Gillen, Tom Hollander, Mike Myers                | 20th Century Fox Based on the life of Freddie Mercury (Co-produced by the United States)                                                           | Biographical                  | [ 78 ] |
| O C T O B E R   | 24       | The Girl in the Spider's Web                | Regizor: Fede Álvarez Distribuție: Claire Foy, Sverrir Gudnason, LaKeith Stanfield, Sylvia Hoeks, Stephen Merchant, Vicky Krieps                                               | Sony Pictures Releasing Based on The Girl in the Spider's Web by David Lagercrantz (Co-produced by Canada, Germany, Sweden, and the United States) | Crime thriller                | [ 79 ] |
| O C T O B E R   | 31       | Slaughterhouse Rulez                        | Regizor: Crispian Mills Distribuție: Simon Pegg, Asa Butterfield, Nick Frost, Michael Sheen, Finn Cole, Hermione Corfield                                                      | Sony Pictures Releasing | Horror comedy                 | [ 80 ] |
| N O V E M B E R | 8        | Trautmann                                   | Regizor: Marcus H. Rosenmüller Distribuție: David Kross, Freya Mavor | SquareOne (Germany) Based on the life of Bert Trautmann (Co-produced by Germany)                                                                   | Biographical                  | [ 81 ] |
| N O V E M B E R | 14       | Fantastic Beasts: The Crimes of Grindelwald | Directors: David Yates Distribuție: Eddie Redmayne, Katherine Waterston, Dan Fogler, Alison Sudol, Ezra Miller, Johnny Depp, Jude Law, Zoë Kravitz, Callum Turner, Claudia Kim | Warner Bros. Pictures Sequel to Fantastic Beasts and Where to Find Them (Co-produced by the United States)                                         | Fantasy drama                 | [ 82 ] |
| N O V E M B E R | 15       | Mary Queen of Scots                         | Regizor: Josie Rourke Distribuție: Saoirse Ronan, Margot Robbie, David Tennant, Jack Lowden, Martin Compston, Joe Alwyn, Brendan Coyle, Guy Pearce                             | Universal Pictures Based on Queen of Scots: The True Life of Mary Stuart by John Guy (Co-produced by the United States)                            | Historical drama              | [ 83 ] |
| N O V E M B E R | 25       | Mowgli: Legend of the Jungle                | Regizor: Andy Serkis Distribuție: Rohan Chand, Matthew Rhys, Freida Pinto, Christian Bale, Cate Blanchett, Benedict Cumberbatch, Naomie Harris, Andy Serkis                    | Netflix Based on All the Mowgli Stories by Rudyard Kipling (Co-produced by the United States)                                                      | Fantasy Adventure             | [ 84 ] |
| D E C E M B E R | 21       | All Is True                                 | Regizor: Kenneth Branagh Distribuție: Kenneth Branagh, Judi Dench, Ian McKellen                                                                                                | Sony Pictures Classics | Drama                         | [ 85 ] |

### Alte filme
| Titlu                                                  | Regizor(i)                     | Premiera                                                                  | Ref.    |
| ------------------------------------------------------ | ------------------------------ | ------------------------------------------------------------------------- | ------- |
| A Deal with the Universe                               | Jason Barker                   | 26 martie 2018 (BFI Flare London LGBT Film Festival)                      | [ 86 ]  |
| A Northern Soul                                        | Sean McAllister                | 7 iunie 2018 (Sheffield Doc/Fest)                                         | [ 87 ]  |
| Adrift in Soho                                         | Pablo Behrens                  | 14 noiembrie 2018                                                         | [ 88 ]  |
| Amá                                                    | Lorna Tucker                   | 1 iunie 2018                                                              | [ 89 ]  |
| American Dharma                                        | Errol Morris                   | 5 septembrie 2018 (Venice Film Festival)                                  | [ 90 ]  |
| Aquarela                                               | Viktor Kossakovsky             | 1 septembrie 2018 (Venice Film Festival)                                  | [ 91 ]  |
| Await Further Instructions                             | Johnny Kevorkian               | 22 iunie 2018 (Cinepocalypse)                                             | [ 92 ]  |
| Becoming Animal                                        | Emma Davie, Peter Mettler      | 20 martie 2018 (CPH:DOX)                                                  | [ 93 ]  |
| Back to Berlin                                         | Catherine Lurie                | 5 mai 2018 (Washington Jewish Film Festival)                              | [ 94 ]  |
| Being Frank: The Chris Sievey Story                    | Steve Sullivan                 | 13 March 2018 (South by Southwest Film Festival)                          | [ 95 ]  |
| Benjamin                                               | Simon Amstell                  | 19 October 2018 (BFI London Film Festival)                                | [ 96 ]  |
| Coldplay: A Head Full of Dreams                        | Mat Whitecross                 | 7 November 2018                                                           | [ 97 ]  |
| Dead in a Week: Or Your Money Back                     | Tom Edmunds                    | 27 June 2018 (Edinburgh International Film Festival)                      | [ 98 ]  |
| The Devil's Doorway                                    | Aislinn Clarke                 | 25 May 2018 (Seattle International Film Festival)                         | [ 99 ]  |
| Doozy                                                  | Richard Squires                | 13 October 2018 (London Film Festival)                                    | [ 100 ] |
| Evelyn                                                 | Orlando von Einsiedel          | 11 October 2018 (London Film Festival)                                    | [ 101 ] |
| The Eyes of Orson Welles                               | Mark Cousins                   | 9 May 2018 (Cannes Film Festival)                                         | [ 102 ] |
| Featherweight                                          | Simon Stolland, Olivia Warren  | 1 May 2018                                                                | [ 103 ] |
| Female Human Animal                                    | Josh Appignanesi               | 19 April 2018 (Buenos Aires International Festival of Independent Cinema) | [ 104 ] |
| The Fight                                              | Jessica Hynes                  | 17 October 2018 (London Film Festival)                                    | [ 105 ] |
| Five Men and Caravaggio                                | Xiaolu Guo                     | 21 May 2018 (Tel Aviv International Documentary Film Festival)            | [ 106 ] |
| Freedom Fields                                         | Naziha Arebi                   | 8 September 2018 (Toronto International Film Festival)                    | [ 107 ] |
| The Gandhi Murder                                      | Karim Traïdia, Pankaj Sehgal   | 28 June 2018                                                              | [ 108 ] |
| Gwen                                                   | William McGregor               | 7 September 2018 (Toronto International Film Festival)                    | [ 109 ] |
| Hurricane (303 Squadron)                               | David Blair                    | 9 august 2018 (Warsaw, Poland) (premiere)                                 | [ 110 ] |
| The Ice King                                           | James Erskine                  | 23 February 2018                                                          | [ 111 ] |
| Irene's Ghost                                          | Iain Cunningham                | 13 October 2018 (BFI London Film Festival)                                | [ 112 ] |
| Island of the Hungry Ghosts                            | Gabrielle Brady                | 19 April 2018 (Visions du Reel Film Festival)                             | [ 113 ] |
| Jellyfish                                              | James Gardner                  | 20 April 2018 (Tribeca Film Festival)                                     | [ 114 ] |
| Kaiser: The Greatest Footballer Never to Play Football | Louis Myles                    | 21 April 2018                                                             | [ 115 ] |
| King of Crime                                          | Matt Gambell                   | 2 November 2018                                                           | [ 116 ] |
| Looking for Lennon                                     | Roger Appleton                 | 4 May 2018                                                                | [ 117 ] |
| Magic Medicine                                         | Monty Wates                    | 1 July 2018                                                               | [ 118 ] |
| Maiden                                                 | Alex Holmes                    | 6 September 2018 (Toronto International Film Festival)                    | [ 119 ] |
| Make Me Up                                             | Rachel Maclean                 | 12 October 2018 (London Film Festival)                                    | [ 120 ] |
| Make Us Dream                                          | Sam Blair                      | 15 November 2018                                                          | [ 121 ] |
| Matriarchy                                             | Scott Vickers                  | 2 November 2018                                                           | [ 122 ] |
| McKellen: Play the Part                                | Joe Stephenson                 | 1 June 2018                                                               | [ 123 ] |
| McQueen                                                | Ian Bonhôte and Peter Ettedgui | 22 April 2018 (Tribeca Film Festival)                                     | [ 124 ] |
| The More You Ignore Me                                 | Keith English                  | 6 July 2018                                                               | [ 125 ] |
| Written by Mrs Bach: Broken Silence                    | Alex McCall                    | 8 October 2018                                                            | [ 126 ] |
| Nae Pasaran                                            | Felipe Bustos Sierra           | 4 March 2018 (Glasgow Film Festival)                                      | [ 127 ] |
| No Shade                                               | Clare Anyiam-Osigwe            | 5 June 2018                                                               | [ 128 ] |
| Nureyev: An Orgy of One (a.k.a. Nureyev)               | David Morris, Jacqui Morris    | 25 September 2018                                                         | [ 129 ] |
| Obey                                                   | Jamie Jones                    | 22 April 2018 (Tribeca Film Festival)                                     | [ 130 ] |
| Old Boys                                               | Toby Macdonald                 | 21 June 2018 (Edinburgh International Film Festival)                      | [ 131 ] |
| One Man's Madness                                      | Jeff Baynes                    | 22 May 2018                                                               | [ 132 ] |
| Out of Blue                                            | Carol Morley                   | 7 September 2018 (Toronto International Film Festival)                    | [ 133 ] |
| Payne & Redemption                                     | Fergle Gibson                  | 4 October 2018                                                            | [ 134 ] |
| That Plan Came from the Bottom Up                      | Steve Sprung                   | 14 October 2018 (London Film Festival)                                    | [ 135 ] |
| The Ponds                                              | Patrick McLennan, Samuel Smith | 22 June 2018                                                              | [ 136 ] |
| Possum                                                 | Matthew Holness                | 25 June 2018 (Edinburgh International Film Festival)                      | [ 137 ] |
| Princess Emmy                                          | Piet De Rycker                 | 8 November 2018                                                           | [ 138 ] |
| The Redeeming                                          | Brian Barnes                   | 28 January 2018 (Horror-on-Sea Film Festival)                             | [ 139 ] |
| Rudeboy: The Story of Trojan Records                   | Nicolas Jack Davies            | 16 November 2018 (Amsterdam International Documentary Film Festival)      | [ 140 ] |
| Scarborough                                            | Barnaby Southcombe             | 13 October 2018 (Warsaw Film Festival)                                    | [ 141 ] |
| The School in the Cloud                                | Jerry Rothwell, Ranu Ghosh     | 20 March 2018 (CPH: Dox)                                                  | [ 142 ] |
| Shut Up and Play the Piano                             | Philipp Jedicke                | 18 February 2018 (Berlin International Film Festival)                     | [ 143 ] |
| Sink                                                   | Mark Gillis                    | 5 October 2018 (premiere)                                                 | [ 144 ] |
| Solis                                                  | Carl Strathie                  | 27 June 2018 (Edinburgh International Film Festival)                      | [ 145 ] |
| Sometimes Always Never                                 | Carl Hunter                    | 12 October 2018 (London Film Festival)                                    | [ 146 ] |
| Songwriter                                             | Murray Cummings                | 23 February 2018 (Berlin International Film Festival)                     | [ 147 ] |
| Spitfire                                               | David Fairhead, Ant Palmer     | 15 July 2018                                                              | [ 148 ] |
| Stanley a Man of Variety                               | Stephen Cookson                | 15 June 2018                                                              | [ 149 ] |
| Steel Country                                          | Simon Fells                    | 24 June 2018 (Edinburgh International Film Festival)                      | [ 150 ] |
| Super November                                         | Douglas King                   | 3 March 2018 (Glasgow Film Festival)                                      | [ 151 ] |
| Tango One                                              | Sacha Bennett                  | 19 March 2018 (UK)                                                        | [ 152 ] |
| Tea With the Dames                                     | Roger Michell                  | 2 May 2018                                                                | [ 153 ] |
| Thomas & Friends: Big World! Big Adventures! The Movie | David Stoten                   | 7 July 2018 (London) (premiere)                                           | [ 154 ] |
| Together                                               | Paul Duddridge                 | 12 January 2018                                                           | [ 155 ] |
| Under The Wire                                         | Christopher Martin             | 7 September 2018                                                          | [ 156 ] |
| Unsettling                                             | Iris Zaki                      | 21 March 2018 (CPH:DOX)                                                   | [ 157 ] |
| Voyageuse                                              | May Miles Thomas               | 1 March 2018 (Glasgow Film Festival)                                      | [ 158 ] |
| VS                                                     | Ed Lilly                       | 19 October 2018                                                           | [ 159 ] |
| Westwood: Punk, Icon, Activist                         | Lorna Tucker                   | 20 January 2018 (Sundance Film Festival)                                  | [ 160 ] |
| Wild Honey Pie                                         | Jamie Adams                    | 12 March 2018 (South by Southwest Film Festival)                          | [ 161 ] |
| Women Making Films: A New Road Movie Through Cinema    | Mark Cousins                   | 1 September 2018 (Venice Film Festival)                                   | [ 162 ] |
| The Yukon Assignment                                   | Chris Lucas                    | 1 October 2018                                                            | [ 163 ] |